# 그대 눈물이 마를 때
"그대 눈물이 마를 때"는 한국에서 제작된 최동준 감독의 1984년 영화이다. 이미숙 등이 주연으로 출연하였고 정도환 등이 제작에 참여하였다.

## 출연

### 주연
- 이미숙
- 길용우
- 윤석봉
- 서옥모

## 기타
- 조명: 최입춘